# African Transport Trading & Investment Co
African Transport Trading & Investment Co of Attico is een Soedanese luchtvaartmaatschappij met haar thuisbasis in Khartoem.

## Geschiedenis
African Transport Trading & Investment Co is opgericht in 1989 door de Attibco FZE handelsgroep.

## Diensten
African Transport Trading & Investment Co voert passagierslijnvluchten uit naar:(zomer 2007)
Binnenland:
- Atbara, Kassala, Khartoem, Nyala.

en vrachtvluchten naar:
- Ndjamena en Sharjah.

## Vloot
De vloot van African Transport Trading & Investment Co bestaat uit:(december 2007)
- 1 Ilyushin Il-76MD
- 2 Ilyushin IL-76TD
- 1 Antonov AN-12BP
- 1 Antonov AN32B